# Wereldbeker alpineskiën 2007/2008
Het FIS wereldbeker alpineskiën seizoen 2007/2008 was het 42e seizoen sinds 1966/67 en werd op zaterdag 27 oktober 2007 traditioneel geopend met de reuzenslalom voor de vrouwen in het Oostenrijkse skioord Sölden in Tirol. Een dag later begonnen ook de mannen hun seizoen met eveneens de reuzenslalom in Sölden. Het seizoen kende in totaal 53 competitiedagen. Van woensdag 12 t/m zondag 16 maart 2008 vonden de finale-wedstrijden in Bormio, Italië plaats – waar het seizoen tevens eindigde.
De alpineskiër die op het einde van het seizoen de meeste punten had verzameld, won de algemene wereldbeker. Ook per discipline werd een apart wereldbekerklassement opgemaakt. De Amerikaan Bode Miller en de Amerikaanse Lindsey Vonn wonnen de algemene wereldbeker.

## Mannen

### Kalender
| Datum      | Plaats                 | Onderdeel    | Eerste                                | Tweede                                | Derde                                 |
| ---------- | ---------------------- | ------------ | ------------------------------------- | ------------------------------------- | ------------------------------------- |
| 28/10/2007 | Sölden                 | Reuzenslalom | Aksel Lund Svindal                    | Ted Ligety                            | Kalle Palander                        |
| 11/11/2007 | Levi                   | Slalom       | Verplaatst naar Reiteralm, Oostenrijk | Verplaatst naar Reiteralm, Oostenrijk | Verplaatst naar Reiteralm, Oostenrijk |
| 11/11/2007 | Reiteralm              | Slalom       | Marc Gini                             | Kalle Palander                        | Manfred Mölgg                         |
| 24/11/2007 | Lake Louise, AB        | Afdaling     | Jan Hudec                             | Marco Sullivan                        | Andreas Buder                         |
| 25/11/2007 | Lake Louise, AB        | Super G      | Aksel Lund Svindal                    | Benjamin Raich                        | Didier Cuche                          |
| 29/11/2007 | Beaver Creek, CO       | Combinatie   | Daniel Albrecht                       | Jean-Baptiste Grange                  | Ondřej Bank                           |
| 30/11/2007 | Beaver Creek, CO       | Afdaling     | Michael Walchhofer                    | Steven Nyman                          | Didier Cuche                          |
| 01/12/2007 | Beaver Creek, CO       | Super G      | Verplaatst naar maandag 3 december    | Verplaatst naar maandag 3 december    | Verplaatst naar maandag 3 december    |
| 02/12/2007 | Beaver Creek, CO       | Reuzenslalom | Daniel Albrecht                       | Mario Matt                            | Didier Cuche                          |
| 03/12/2007 | Beaver Creek, CO       | Super G      | Hannes Reichelt                       | Mario Scheiber                        | Christoph Gruber                      |
| 08/12/2007 | Bad Kleinkirchheim     | Reuzenslalom | Massimiliano Blardone                 | Manfred Mölgg                         | Ted Ligety                            |
| 09/12/2007 | Bad Kleinkirchheim     | Slalom       | Benjamin Raich                        | Jens Byggmark                         | Manfred Mölgg                         |
| 14/12/2007 | Val Gardena            | Super G      | Didier Cuche                          | Bode Miller                           | Marco Büchel                          |
| 15/12/2007 | Val Gardena            | Afdaling     | Michael Walchhofer                    | Didier Cuche                          | Scott Macartney                       |
| 16/12/2007 | Alta Badia             | Reuzenslalom | Kalle Palander                        | Benjamin Raich                        | Marc Berthod                          |
| 17/12/2007 | Alta Badia             | Slalom       | Jean-Baptiste Grange                  | Felix Neureuther                      | Ted Ligety                            |
| 29/12/2007 | Bormio                 | Afdaling     | Bode Miller                           | Andreas Buder                         | Jan Hudec                             |
| 05/01/2008 | Adelboden              | Reuzenslalom | Marc Berthod                          | Daniel Albrecht                       | Hannes Reichelt                       |
| 06/01/2008 | Adelboden              | Slalom       | Mario Matt                            | Benjamin Raich                        | Felix Neureuther                      |
| 11/01/2008 | Wengen                 | Combinatie   | Jean-Baptiste Grange                  | Daniel Albrecht                       | Bode Miller                           |
| 12/01/2008 | Wengen                 | Slalom       | Jean-Baptiste Grange                  | Jens Byggmark                         | Ted Ligety                            |
| 13/01/2008 | Wengen                 | Afdaling     | Bode Miller                           | Didier Cuche                          | Manuel Osborne-Paradis                |
| 18/01/2008 | Kitzbühel              | Super G      | Marco Büchel                          | Hermann Maier                         | Didier Cuche Mario Scheiber           |
| 19/01/2008 | Kitzbühel              | Afdaling     | Didier Cuche                          | Bode Miller Mario Scheiber            | —                                     |
| 20/01/2008 | Kitzbühel              | Slalom       | Jean-Baptiste Grange                  | Jens Byggmark                         | Mario Matt                            |
| 20/01/2008 | Kitzbühel              | Combinatie   | Bode Miller                           | Benjamin Raich                        | Ivica Kostelic Rainer Schönfelder     |
| 22/01/2008 | Schladming             | Slalom       | Mario Matt                            | Jean-Baptiste Grange                  | Manfredd Moelgg                       |
| 26/01/2008 | Chamonix-Mont-Blanc    | Afdaling     | Marco Sullivan                        | Didier Cuche                          | Andrej Jerman                         |
| 27/01/2008 | Chamonix-Mont-Blanc    | Combinatie   | Bode Miller                           | Ivica Kostelic                        | Rainer Schönfelder                    |
| 02/02/2008 | Val-d'Isère            | Afdaling     |                                       |                                       |                                       |
| 03/02/2008 | Val-d'Isère            | Combinatie   | Bode Miller                           | Ivica Kostelic                        | Natko Zrncic-Dim                      |
| 09/02/2008 | Garmisch-Partenkirchen | Slalom       | Reinfried Herbst                      | Manfred Moelgg                        | Ivica Kostelic                        |
| 17/02/2008 | Sljeme                 | Slalom       | Mario Matt                            | Ivica Kostelic                        | Reinfried Herbst                      |
| 21/02/2008 | Whistler, BC           | Super G      | Christoph Gruber                      | Hannes Reichelt                       | Ales Gorza                            |
| 23/02/2008 | Whistler, BC           | Reuzenslalom | Hannes Reichelt                       | Didier Cuche                          | Benjamin Raich                        |
| 29/02/2008 | Kvitfjell              | Afdaling     | Werner Heel                           | Bode Miller                           | Klaus Kröll                           |
| 01/03/2008 | Kvitfjell              | Afdaling     | Bode Miller                           | Didier Cuche                          | Werner Heel                           |
| 02/03/2008 | Kvitfjell              | Super G      | Georg Streitberger                    | Bode Miller                           | Didier Cuche                          |
| 08/03/2008 | Kranjska Gora          | Reuzenslalom | Ted Ligety                            | Manfred Mölgg                         | Massimiliano Blardone                 |
| 09/03/2008 | Kranjska Gora          | Slalom       | Manfred Mölgg                         | Ivica Kostelic                        | Marcel Hirscher                       |
| 12/03/2008 | Bormio                 | Afdaling     |                                       |                                       |                                       |
| 13/03/2008 | Bormio                 | Super G      | Hannes Reichelt                       | Didier Defago                         | Ales Gorza                            |
| 14/03/2008 | Bormio                 | Reuzenslalom | Ted Ligety                            | Benjamin Raich                        | Cyprien Richard                       |
| 15/03/2008 | Bormio                 | Slalom       | Reinfried Herbst                      | Daniel Albrecht                       | Marcel Hirscher                       |

### Eindstanden
| Algemene wereldbeker | Algemene wereldbeker       | Algemene wereldbeker | Algemene wereldbeker |
| #                    | Skiër                      | Land                 | Punten               |
| -------------------- | -------------------------- | -------------------- | -------------------- |
| 1                    | Bode Miller                | Verenigde Staten     | 1409                 |
| 2                    | Benjamin Raich             | Oostenrijk           | 1298                 |
| 3                    | Didier Cuche               | Zwitserland          | 1263                 |
| 4                    | Manfred Moelgg             | Italië               | 924                  |
| 5                    | Ted Ligety                 | Verenigde Staten     | 898                  |
| 6                    | Ivica Kostelic             | Kroatië              | 829                  |
| 7                    | Daniel Albrecht            | Zwitserland          | 795                  |
| 8                    | Jean-Baptiste Grange       | Frankrijk            | 793                  |
| 9                    | Didier Defago              | Zwitserland          | 645                  |
| 10                   | Mario Matt Hannes Reichelt | Oostenrijk           | 594                  |

| Combinatie | Combinatie           | Combinatie       | Combinatie |
| #          | Skiër                | Land             | Punten     |
| ---------- | -------------------- | ---------------- | ---------- |
| 1          | Bode Miller          | Verenigde Staten | 410        |
| 2          | Ivica Kostelic       | Kroatië          | 256        |
| 3          | Daniel Albrecht      | Zwitserland      | 245        |
| 4          | Jean-Baptiste Grange | Frankrijk        | 220        |
| 5          | Rainer Schönfelder   | Oostenrijk       | 206        |

| Afdaling | Afdaling           | Afdaling         | Afdaling |
| #        | Skiër              | Land             | Punten   |
| -------- | ------------------ | ---------------- | -------- |
| 1        | Didier Cuche       | Zwitserland      | 584      |
| 2        | Bode Miller        | Verenigde Staten | 579      |
| 3        | Michael Walchhofer | Oostenrijk       | 407      |
| 4        | Marco Sullivan     | Verenigde Staten | 278      |
| 5        | Werner Heel        | Italië           | 273      |

| Super G | Super G          | Super G     | Super G |
| #       | Skiër            | Land        | Punten  |
| ------- | ---------------- | ----------- | ------- |
| 1       | Hannes Reichelt  | Oostenrijk  | 341     |
| 2       | Didier Cuche     | Zwitserland | 340     |
| 3       | Benjamin Raich   | Oostenrijk  | 286     |
| 4       | Didier Defago    | Zwitserland | 262     |
| 5       | Christoph Gruber | Oostenrijk  | 251     |

| Slalom | Slalom               | Slalom     | Slalom |
| #      | Skiër                | Land       | Punten |
| ------ | -------------------- | ---------- | ------ |
| 1      | Manfred Moelgg       | Italië     | 531    |
| 2      | Jean-Baptiste Grange | Frankrijk  | 512    |
| 3      | Reinfried Herbst     | Oostenrijk | 450    |
| 4      | Mario Matt           | Oostenrijk | 427    |
| 5      | Ivica Kostelic       | Kroatië    | 425    |

| Reuzenslalom | Reuzenslalom    | Reuzenslalom     | Reuzenslalom |
| #            | Skiër           | Land             | Punten       |
| ------------ | --------------- | ---------------- | ------------ |
| 1            | Ted Ligety      | Verenigde Staten | 485          |
| 2            | Benjamin Raich  | Oostenrijk       | 438          |
| 3            | Manfred Moelgg  | Italië           | 376          |
| 4            | Didier Cuche    | Zwitserland      | 293          |
| 5            | Daniel Albrecht | Zwitserland      | 284          |

## Vrouwen

### Kalender
| Datum      | Plaats                 | Onderdeel    | Eerste                                      | Tweede                                      | Derde                                       |
| ---------- | ---------------------- | ------------ | ------------------------------------------- | ------------------------------------------- | ------------------------------------------- |
| 27/10/2007 | Sölden                 | Reuzenslalom | Denise Karbon                               | Julia Mancuso                               | Kathrin Zettel                              |
| 10/11/2007 | Levi                   | Slalom       | Verplaatst naar Reiteralm, Oostenrijk       | Verplaatst naar Reiteralm, Oostenrijk       | Verplaatst naar Reiteralm, Oostenrijk       |
| 10/11/2007 | Reiteralm              | Slalom       | Marlies Schild                              | Nicole Hosp                                 | Chiara Costazza                             |
| 24/11/2007 | Panorama, BC           | Reuzenslalom | Denise Karbon                               | Elisabeth Görgl                             | Manuela Mölgg                               |
| 25/11/2007 | Panorama, BC           | Slalom       | Marlies Schild                              | Šárka Záhrobská                             | Ana Jelušić                                 |
| 01/12/2007 | Lake Louise, AB        | Afdaling     | Lindsey Vonn                                | Renate Götschl                              | Britt Janyk                                 |
| 02/12/2007 | Lake Louise, AB        | Super G      | Martina Schild                              | Maria Riesch                                | Jessica Lindell-Vikarby                     |
| 07/12/2007 | Aspen, CO              | Super G      | Afgelast, verplaatst naar Cortina d'Ampezzo | Afgelast, verplaatst naar Cortina d'Ampezzo | Afgelast, verplaatst naar Cortina d'Ampezzo |
| 08/12/2007 | Aspen, CO              | Afdaling     | Britt Janyk                                 | Marlies Schild                              | Renate Götschl                              |
| 09/12/2007 | Aspen, CO              | Slalom       | Nicole Hosp                                 | Tanja Poutiainen                            | Kathrin Zettel                              |
| 15/12/2007 | Val-d'Isère            | Afdaling     | Verplaatst naar Sankt Moritz, Zwitserland   | Verplaatst naar Sankt Moritz, Zwitserland   | Verplaatst naar Sankt Moritz, Zwitserland   |
| 16/12/2007 | Val-d'Isère            | Super G      | Verplaatst naar Sankt Moritz, Zwitserland   | Verplaatst naar Sankt Moritz, Zwitserland   | Verplaatst naar Sankt Moritz, Zwitserland   |
| 15/12/2007 | Sankt Moritz           | Afdaling     | Anja Pärson                                 | Lindsey Vonn                                | Maria Riesch                                |
| 16/12/2007 | Sankt Moritz           | Super G      | Anja Pärson                                 | Emily Brydon                                | Renate Götschl                              |
| 21/12/2007 | Sankt Anton am Arlberg | Afdaling     | Lindsey Vonn                                | Kelly Vanderbeek                            | Julia Mancuso                               |
| 22/12/2007 | Sankt Anton am Arlberg | Combinatie   | Lindsey Vonn                                | Maria Riesch                                | Julia Mancuso                               |
| 28/12/2007 | Lienz                  | Reuzenslalom | Denise Karbon                               | Julia Mancuso                               | Nicole Gius                                 |
| 29/12/2007 | Lienz                  | Slalom       | Chiara Costazza                             | Nicole Hosp                                 | Tanja Poutiainen                            |
| 05/01/2008 | Špindlerův Mlýn        | Reuzenslalom | Denise Karbon                               | Tanja Poutiainen                            | Elisabeth Görgl                             |
| 06/01/2008 | Špindlerův Mlýn        | Slalom       | Marlies Schild                              | Veronika Zuzulová                           | Maria Riesch                                |
| 12/01/2008 | Maribor                | Reuzenslalom | Elisabeth Görgl                             | Manuela Mölgg                               | Denise Karbon                               |
| 13/01/2008 | Maribor                | Slalom       | Nicole Hosp                                 | Veronika Zuzulová                           | Marlies Schild                              |
| 19/01/2008 | Cortina d'Ampezzo      | Afdaling     | Lindsey Vonn                                | Anja Pärson                                 | Emily Brydon                                |
| 20/01/2008 | Cortina d'Ampezzo      | Super G      | Maria Holaus                                | Julia Mancuso                               | Nicole Hosp                                 |
| 21/01/2008 | Cortina d'Ampezzo      | Super G      | Maria Riesch                                | Elisabeth Görgl                             | Renate Götschl                              |
| 26/01/2008 | Ofterschwang           | Reuzenslalom | Denise Karbon                               | Nicole Hosp                                 | Elisabeth Görgl                             |
| 27/01/2008 | Ofterschwang           | Slalom       | Marlies Schild                              | Therese Borssen                             | Nicole Hosp                                 |
| 02/02/2008 | Sankt Moritz           | Afdaling     | Tina Maze                                   | Maria Holaus                                | Lara Gut                                    |
| 03/02/2008 | Sankt Moritz           | Super G      | Emily Brydon                                | Elisabeth Görgl                             | Renate Götschl                              |
| 09/02/2008 | Sestriere              | Afdaling     | Lindsey Vonn                                | Kelly Vanderbeek                            | Nadia Fanchini                              |
| 10/02/2008 | Sestriere              | Super G      | Andrea Fischbacher Fabienne Suter           | —                                           | Maria Riesch                                |
| 15/02/2008 | Sljeme                 | Slalom       | Tanja Poutiainen                            | Marlies Schild                              | Veronika Zuzulová                           |
| 22/02/2008 | Whistler, BC           | Afdaling     | Nadia Styger                                | Lindsey Vonn                                | Julia Mancuso                               |
| 24/02/2008 | Whistler, BC           | Combinatie   | Maria Riesch                                | Marlies Schild                              | Anja Pärson                                 |
| 01/03/2008 | Zwiesel                | Reuzenslalom | Afgelast                                    | Afgelast                                    | Afgelast                                    |
| 02/03/2008 | Zwiesel                | Slalom       | Afgelast                                    | Afgelast                                    | Afgelast                                    |
| 08/03/2008 | Crans-Montana          | Afdaling     | Lindsey Vonn                                | Renate Götschl                              | Nadia Fanchini                              |
| 09/03/2008 | Crans-Montana          | Combinatie   | Anja Pärson                                 | Maria Riesch                                | Lindsey Vonn                                |
| 12/03/2008 | Bormio                 | Afdaling     | Afgelast                                    | Afgelast                                    | Afgelast                                    |
| 13/03/2008 | Bormio                 | Super G      | Fabienne Suter                              | Lindsey Vonn                                | Alexandra Meissnitzer                       |
| 14/03/2008 | Bormio                 | Slalom       | Marlies Schild                              | Veronika Zuzulová                           | Sarka Zahrobska                             |
| 15/03/2008 | Bormio                 | Reuzenslalom | Elisabeth Görgl                             | Manuela Moelgg                              | Kathrin Zettel                              |

### Eindstanden
| Algemene wereldbeker | Algemene wereldbeker | Algemene wereldbeker | Algemene wereldbeker |
| #                    | Skiër                | Land                 | Punten               |
| -------------------- | -------------------- | -------------------- | -------------------- |
| 1                    | Lindsey Vonn         | Verenigde Staten     | 1403                 |
| 2                    | Nicole Hosp          | Oostenrijk           | 1183                 |
| 3                    | Maria Riesch         | Duitsland            | 1146                 |
| 4                    | Elisabeth Görgl      | Oostenrijk           | 1137                 |
| 5                    | Marlies Schild       | Oostenrijk           | 1120                 |
| 6                    | Anja Pärson          | Zweden               | 973                  |
| 7                    | Julia Mancuso        | Verenigde Staten     | 938                  |
| 8                    | Tanja Poutiainen     | Finland              | 781                  |
| 9                    | Renate Götschl       | Oostenrijk           | 731                  |
| 10                   | Denise Karbon        | Italië               | 651                  |

| Combinatie | Combinatie      | Combinatie       | Combinatie |
| #          | Skiër           | Land             | Punten     |
| ---------- | --------------- | ---------------- | ---------- |
| 1          | Maria Riesch    | Duitsland        | 260        |
| 2          | Lindsey Vonn    | Verenigde Staten | 200        |
| 3          | Anja Pärson     | Zweden           | 160        |
| 4          | Sandrine Aubert | Frankrijk        | 110        |
| 5          | Marlies Schild  | Oostenrijk       | 106        |

| Afdaling | Afdaling         | Afdaling         | Afdaling |
| #        | Skiër            | Land             | Punten   |
| -------- | ---------------- | ---------------- | -------- |
| 1        | Lindsey Vonn     | Verenigde Staten | 755      |
| 2        | Renate Götschl   | Oostenrijk       | 448      |
| 3        | Britt Janyk      | Canada           | 390      |
| 4        | Anja Pärson      | Zweden           | 331      |
| 5        | Kelly Vanderbeek | Canada           | 323      |

| Super G | Super G         | Super G     | Super G |
| #       | Skiër           | Land        | Punten  |
| ------- | --------------- | ----------- | ------- |
| 1       | Maria Riesch    | Duitsland   | 374     |
| 2       | Elisabeth Görgl | Oostenrijk  | 326     |
| 3       | Fabienne Suter  | Zwitserland | 305     |
| 4       | Renate Götschl  | Oostenrijk  | 283     |
| 5       | Emily Brydon    | Canada      | 270     |

| Slalom | Slalom            | Slalom     | Slalom |
| #      | Skiër             | Land       | Punten |
| ------ | ----------------- | ---------- | ------ |
| 1      | Marlies Schild    | Oostenrijk | 640    |
| 2      | Nicole Hosp       | Oostenrijk | 515    |
| 3      | Veronika Zuzulová | Slowakije  | 501    |
| 4      | Tanja Poutiainen  | Finland    | 484    |
| 5      | Sarka Zahrobska   | Tsjechië   | 392    |

| Reuzenslalom | Reuzenslalom     | Reuzenslalom     | Reuzenslalom |
| #            | Skiër            | Land             | Punten       |
| ------------ | ---------------- | ---------------- | ------------ |
| 1            | Denise Karbon    | Italië           | 592          |
| 2            | Elisabeth Görgl  | Oostenrijk       | 479          |
| 3            | Manuela Moelgg   | Italië           | 359          |
| 4            | Tanja Poutiainen | Finland          | 297          |
| 5            | Julia Mancuso    | Verenigde Staten | 253          |

## Landenwedstrijd
| Datum      | Plaats | Eerste   | Tweede   | Derde    |
| ---------- | ------ | -------- | -------- | -------- |
| 16/03/2008 | Bormio | Afgelast | Afgelast | Afgelast |

## Landenklassementen
| Algemeen | Algemeen         | Algemeen | Algemeen |
| #        | Land             | Punten   |          |
| -------- | ---------------- | -------- | -------- |
| 1        | Oostenrijk       | 13560    |          |
| 2        | Zwitserland      | 6458     |          |
| 3        | Italië           | 6324     |          |
| 4        | Verenigde Staten | 5965     |          |
| 5        | Frankrijk        | 3815     |          |

| Mannen | Mannen           | Mannen | Mannen |
| #      | Land             | Punten |        |
| ------ | ---------------- | ------ | ------ |
| 1      | Oostenrijk       | 7003   |        |
| 2      | Zwitserland      | 4064   |        |
| 3      | Italië           | 3721   |        |
| 4      | Verenigde Staten | 3202   |        |
| 5      | Frankrijk        | 2382   |        |

| Vrouwen | Vrouwen          | Vrouwen | Vrouwen |
| #       | Land             | Punten  |         |
| ------- | ---------------- | ------- | ------- |
| 1       | Oostenrijk       | 6557    |         |
| 2       | Verenigde Staten | 2763    |         |
| 3       | Italië           | 2603    |         |
| 4       | Zwitserland      | 2394    |         |
| 5       | Duitsland        | 2100    |         |